# Vladislav Bukovinskij
Vladislav Bukovinskij (polsky: Władysław Bukowiński, 22. prosince 1904, Berdyčiv – 3. prosince 1974, Karaganda) byl polský římskokatolický kněz, působící v Kazachstánu. Během svého života byl několikrát vězněn. Katolická církev jej uctívá jako blahoslaveného.

## Život
Narodil se dne 22. prosince 1904 ve městě Berdyčiv (dnešní Ukrajina) rodičům polské národnosti Jozefu Cyprianu Bukowiński a Jadwige Scipio del Campo. Pokřtěn byl 26. prosince téhož roku. Roku 1912 se s rodinou přestěhoval do města Opatów.
Roku 1914 začal své studium v Kyjevě, poté nějaký čas studoval ve městě Žmerynka. Od roku 1917 pak studoval ve městě Chmelnyckyj. Roku 1921 složil zkoušky v Krakově. Poté zahájil studium práv na Jagellonské univerzitě. Během svých studií na univerzitě také působil nějaký čas jako časopisecký redaktor. Dne 24. června 1926 promoval a získal magisterský titul z práv.
Rozhodl se stát knězem a roku 1926 zahájil své studium teologie. Na kněze jej vysvětil dne 28. června 1931 v katedrále na Wawelu v Krakově kardinál Adam Stefan Sapieha. Poté sloužil do roku 1935 jako kaplan a katecheta ve městě Rabka-Zdrój. Poté působil do roku 1936 jako farní vikář a katecheta ve městě Sucha Beskidzka. Poté odešel do Lucku, kde vylučoval teologii a sociologii. Od roku 1938 působil v Katolické akci, současně s tím však i nadále vyučoval. Po vypuknutí Sovětská invaze do Polska vykonával pastoraci v katedrále sv. Petra a Pavla v Lucku.
Dne 22. srpna 1940 byl členy NKVD zatčen a odsouzen k osmi letům práce v gulagu. Dne 23. června 1941 byl se s dalšími politickými vězni odsouzen k trestu smrti, avšak poté, co oblast obsadila německá armáda byl propuštěn. Poté se nadále věnoval pastoraci a pomáhal také ukrývat židovské děti před nacisty.
Podruhé byl zatčen dne 3. ledna 1945. Spolu s ním byl kromě dalších kněží zatčen i biskup Adolf Szelążek. Dne 22. ledna 1945 byl on a jeho spoluvězni odvezeni do Kovelu a poté do Kyjeva, kde byli vězněni až do června téhož roku, kdy byl spolu s ostatními obviněn z velezrady. V červenci roku 1946 byl odsouzen na deset let věznění v gulagu. Pobyt v gulagu absolvoval v Karagandě, kde musel také těžce pracovat.
V listopadu roku 1947 byl převezen do jiné věznice, kde dostal těžký zápal plic a byl převezen do nemocnice pod dozorem. Po uzdravení byl poslán zpět do věznice. Roku 1950 byl opět přemístěn do jiné věznice. Během svého věznění pomáhal svým spoluvězňům a tajně jim uděloval svátosti.
Dne 10. srpna 1954 byl propuštěn, avšak byl nucen zůstat Karagandě. Pracoval jako hlídač na stavbě a sloužil tajné mše svaté. Byl však hlídaný a každý měsíc se musel dostavovat na policii, kde mu bylo roku 1955 navrženo, že by se vrátil do Polska. To však odmítl a téhož roku se stal sovětským občanem. Roku 1956 se pak opět oficiálně vrátil ke své kněžské službě.
V červnu 1957 odcestoval do města Almaty, kde pomáhal lidem, kteří sem byli deportováni z Polska. Dne 3. prosince 1958 byl zatčen a o několik měsíců později odsouzen na pobyt v pracovním táboře v Irkutsku. Zde pobýval do roku 1961, kdy byl převezen do jiného tábora. Roku 1962 se vrátil do Karagandy, kde nadále vykonával pastorační činnost.
Roku 1963 navštívil Polsko, kde se mimo jiné setkal s arcibiskupem Karolem Józefem Wojtyłou, budoucím papežem sv. Janem Pavlem II. Při svých cestách byl však hlídán komunistickými tajnými službami. V letech 1967–1968 byl na návštěvě v Tádžikistánu. Poté opět vykonával pastoraci v Karagandě a to do září roku 1969, kdy opět odcestoval do Polska. V prosinci téhož roku se opět vrátil do Karagandy. Opět odcestoval do Polska již s podlomeným zdravím roku 1972, avšak pobyt v Polsku strávil hospitalizací. V dubnu roku 1973 se vrátil do Karagandy, kde byl již na odpočinku.
Zemřel s růžencem v rukou dne 3. prosince 1974 večer v nemocnici v Karagandě. Jeho pohřeb se konal 7. prosince téhož roku. Jeho ostatky byly roku 2008 uloženy do katedrály Panny Marie Fatimské v Karagandě.

## Úcta

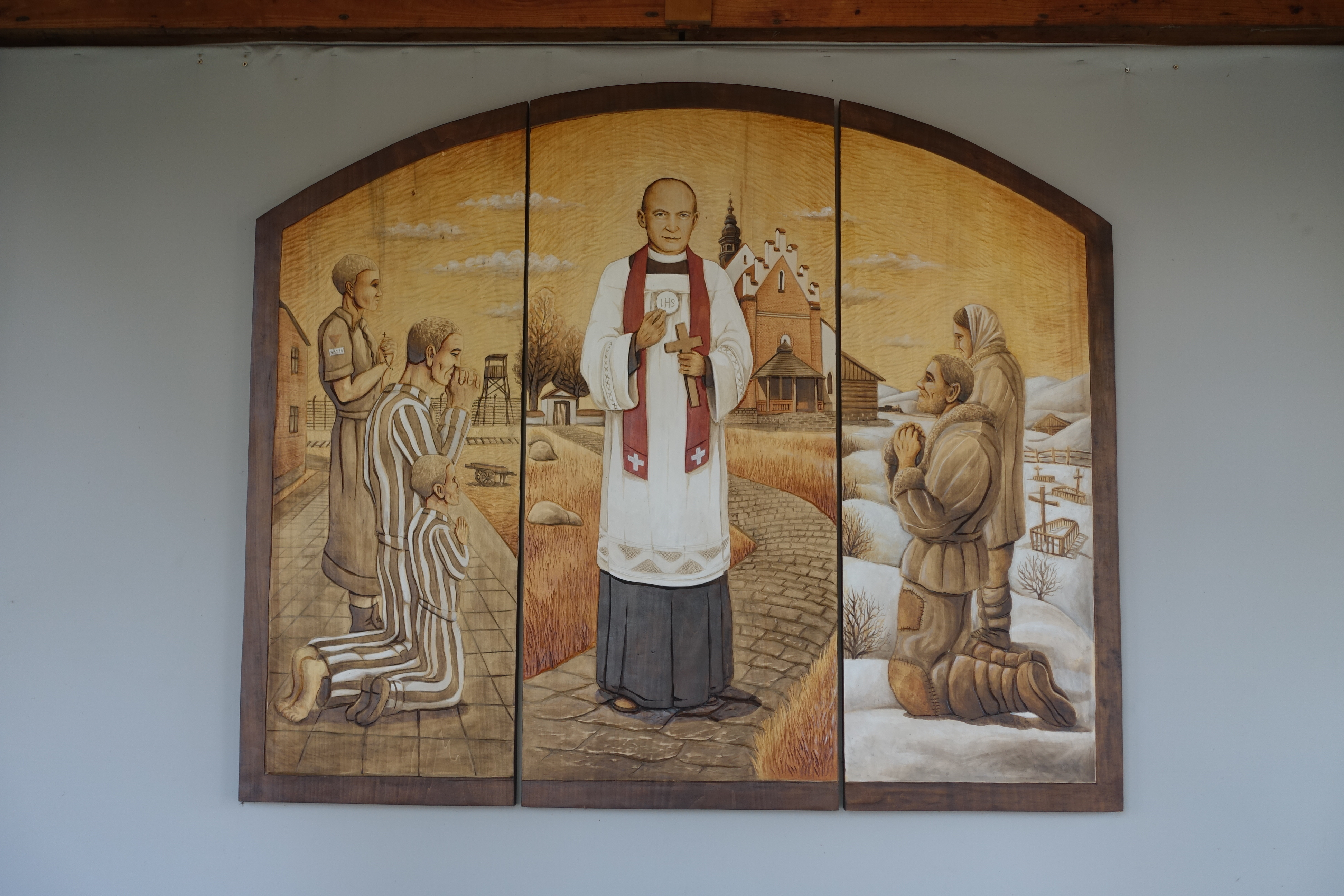
Obraz bl. Vladislava Bukovinskije

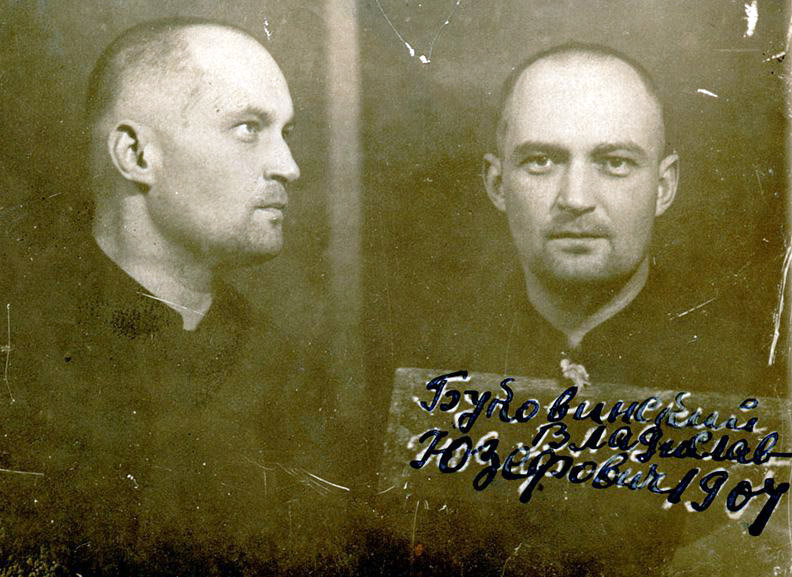
Bl. Vladislav Bukovinskij po svém zatčení NKVD roku 1940

Jeho beatifikační proces byl zahájen dne 16. května 2005, čímž obdržel titul služebník Boží. Dne 22. ledna 2015 jej papež František podepsáním dekretu o jeho hrdinských ctnostech prohlásil za ctihodného. Dne 14. prosince 2015 byl uznán zázrak na jeho přímluvu, potřebný pro jeho blahořečení.
Blahořečen pak byl dne 11. září 2016 katedrále Panny Marie Fatimské v Karagandě. Obřadu předsedal jménem papeže Františka kardinál Angelo Amato.
Jeho památka je připomínána 20. června. Bývá zobrazován v kněžském oděvu. Je patronem vězňů, misionářů, diecéze karagandské a dialogu katolické církve s islámem.